# Elektrownia jądrowa Dampierre

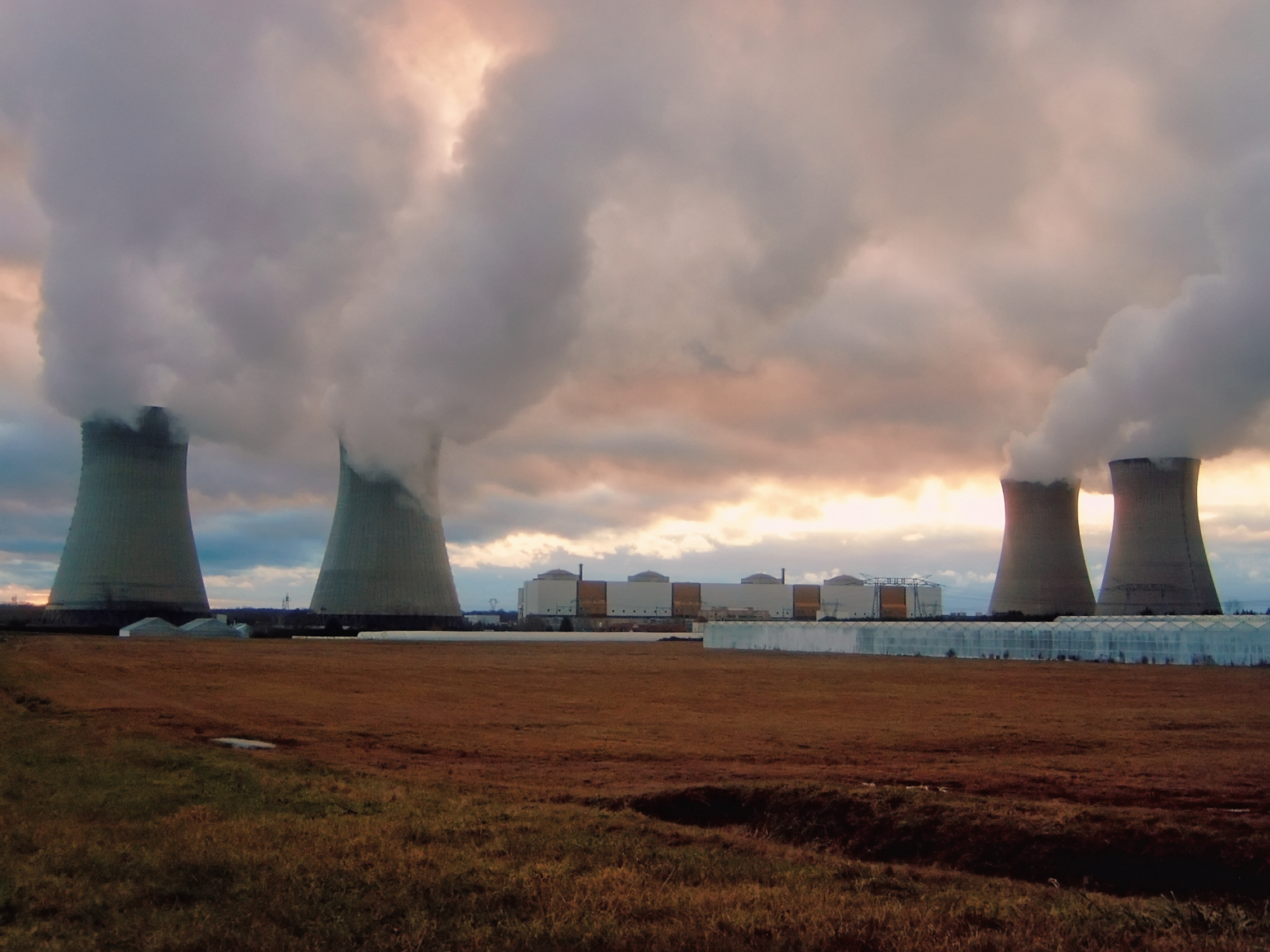
Elektrownia jądrowa Dampierre, rok 2008

Elektrownia jądrowa Dampierre (fr. Centrale nucléaire de Dampierre) – francuska elektrownia jądrowa położona koło miejscowości Dampierre-en-Burly, nad rzeką Loarą, w regionie Centralnym, około 55 kilometrów od Orleanu.
Elektrownia posiada cztery bloki z reaktorami typu PWR. Woda chłodząca pobierana jest z Loary. Zatrudnia około 1100 osób.

## Reaktory
| Nazwa bloku | Typ reaktora | Producent / Dostawca | Właściciel            | Operator              | Rozpoczęcie budowy | Stan krytyczny   | Włącz. do sieci  | Praca komercyjna  | Moc elektr. netto (MW) | Moc elektr. brutto (MW) | Moc termiczna (MW) |
| ----------- | ------------ | -------------------- | --------------------- | --------------------- | ------------------ | ---------------- | ---------------- | ----------------- | ---------------------- | ----------------------- | ------------------ |
| Dampierre-1 | PWR (CP1)    | Framatome            | Électricité de France | Électricité de France | 1 lutego 1975      | 15 marca 1980    | 23 marca 1980    | 10 września 1980  | 890                    | 937                     | 2785               |
| Dampierre-2 | PWR (CP1)    | Framatome            | Électricité de France | Électricité de France | 1 kwietnia 1975    | 5 grudnia 1980   | 10 grudnia 1980  | 16 lutego 1981    | 890                    | 937                     | 2785               |
| Dampierre-3 | PWR (CP1)    | Framatome            | Électricité de France | Électricité de France | 1 września 1975    | 25 stycznia 1981 | 30 stycznia 1981 | 27 maja 1981      | 890                    | 937                     | 2785               |
| Dampierre-4 | PWR (CP1)    | Framatome            | Électricité de France | Électricité de France | 1 grudnia 1975     | 5 sierpnia 1981  | 18 sierpnia 1981 | 20 listopada 1981 | 890                    | 937                     | 2785               |

## Bezpieczeństwo
W nocy 9 kwietnia 2007 roku nastąpiło awaryjne wyłączenie reaktora nr 3. Był on zasilany z generatorów awaryjnych. Operator, EdF, o 22:10 uruchomił postępowanie awaryjne. Francuski urząd dozoru jądrowego, ASN, wraz z IRSN, ogłosiły również sytuację awaryjną. Operator odwołał alarm o 08:15 następnego dnia. Reaktor pozostawał wyłączony przez kilka tygodni, aby ustalić przyczyny problemu.
W toku śledztwa okazało się, że usterka przekaźnika (przeciążenie) spowodowała wyłączenie się awaryjnych paneli kontrolnych szyn napięcia 6,6 kV magistrali A. Urządzenia ochronne i bezpieczeństwa mogły być zasilane tylko poprzez magistralę B. Początkowa sytuacja została pogorszona przez drugą usterkę. Usterka wyłącznika turbiny spowodowała odcięcie bloku nr 3 od głównego zasilania zewnętrznego 400 kV. Dodatkowo, instrumenty i urządzenia używane do przełączenia się na zasilanie awaryjne zostały wyłączone, zgodnie z procedurami na tego typu awarie.
Utrata zasilania zewnętrznego wywołała automatyczne wyłączenie się reaktora i pomp chłodzenia, i jednocześnie włączenie się generatorów awaryjnych Diesla magistrali B.
Kierownictwo elektrowni ogłosiło sytuację awaryjną jako działanie prewencyjne, gdyż nie zostały spełnione wszystkie przesłanki konieczne do jej ogłoszenia. Formalne jej ogłoszenie dało jednak możliwość efektywnej technicznej współpracy między operatorem, organizacją wsparcia technicznego a dozorem jądrowym.